# Cornel Oțelea

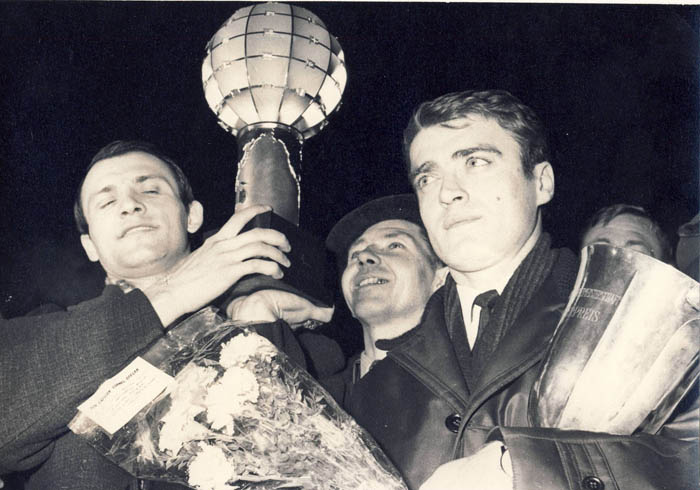
Gheorghe Gruia und Cornel Oțelea, 1968

Cornel Oțelea (* 19. November 1940 in Șeica Mare; † 22. Januar 2025) war ein rumänischer Handballspieler, -trainer und Sportfunktionär.

## Leben
Oțelea war einer der bedeutendsten rumänischen Handballspieler. In der Schule spielte er zunächst Volleyball und wechselte dann zum Handball. Oțelea war Spieler und Trainer bei Steaua Bukarest sowie bei der rumänischen Nationalmannschaft. Als Spieler wurde Oțelea bei fünf Weltmeisterschaften eingesetzt und gewann dreimal den WM-Titel. 
Im Jahr 1959 holte der mit der Mannschaft bei der Feldhandball-Weltmeisterschaft den zweiten Platz und errang anschließend mit dem Team bei der Handball-Weltmeisterschaft 1961, der Handball-Weltmeisterschaft 1964 sowie bei der Handball-Weltmeisterschaft 1970 den WM-Titel. Bei der Handball-Weltmeisterschaft 1967 belegte er den dritten Platz. Zwischenzeitlich gewann er als Kapitän mit seinem Verein Steaua Bukarest in der Saison 1967/68 den Europapokal der Landesmeister. 
Auch als Trainer war er erfolgreich. Steaua Bukarest gewann mit ihm in der Saison 1976/77 zum zweiten Mal den Europapokal der Landesmeister. Die rumänische Nationalmannschaft belegte bei der Handball-Weltmeisterschaft 1990 den dritten Platz. Er trainierte später auch die rumänische Frauen-Nationalmannschaft, die bei der Europameisterschaft 2004 den siebten Platz belegte.
Als Sportfunktionär war Oțelea in den Jahren 1983 bis 1984 und 1991 bis 1997 Präsident von Steaua Bucharest. Zwischenzeitlich leitete der spätere Brigadegeneral auch den Militärsport. In der Zeit von 1993 bis 1995 war er auch der Präsident des rumänischen Handball-Verbandes und Mitglied des Nationalen Olympischen Komitees sowie des Sportausschusses.

## Ehrungen
Im Jahr 2009 erhielt Oțelea den Orden „Meritul Sportiv cl. I-a“.